# Бред Делсон
Делсон Бредфорд Філіп (Bradford Phillip Delson; нар.1 грудня 1977, Аґура-Гіллз, Каліфорнія, США) — американський музикант, автор пісень, музичний продюсер. Найбільше відомий як провідний гітарист американського рок-гурту Linkin Park.

## Біографія

### Ранні роки
Бред Делсон закінчив Agoura High School разом зі знайомим з дитинства Майком Шинодою. Грав у різних жанрах протягом навчання у середній школі; найбільшим досягненням стало створення гурту разом з драмером Робом Бурдоном. Метою було створення шоу. Після досягнення мети команда розпалася.
Після закінчення школи у 1995 році, Бред Делсон, Майк Шинода та Роб Бурдон створили гурт Xero, який став початком проекту Linkin Park.
У 1995 році, Бред вступив до Каліфорнійського університету (UCLA). Під час навчання був членом спілки Phi Beta Kappa. У гуртожитку жив у одній кімнаті з майбутнім учасником Linkin Park — Дейвом «Феніксом» Феррелом (Dave «Phoenix» Farrell). Бред також отримав можливість стажуватися у Джефа Блу (Jeff Blue) — представника Warner Brothers, який запропонував конструктивну критику демо-записів Xero. Блу також привів до гурту нового члена, майбутнього вокаліста Linkin Park — Честера Беннінґтона (Chester Bennington). Після закінчення університету з відзнакою у 1999 році, отримав ступінь бакалавра мистецтв. Відмовився від подальшого навчання, заради продовження музичної кар'єри у складі Linkin Park.

### Linkin Park
У 1999 році, гурт Xero, змінив тодішнього вокаліста Марка Вейкфілда (Mark Wakefield) на Честера Беннінґтона. Також колектив змінив назву на Hybrid Theory. Через деякий час, Бред Делсон, разом з Майком Шинодою, створили демо-альбом з 6 треків Hybrid Theory (EP), та почали його розповсюджувати на вебсайтах. У 2000 році, після ще одного перейменування гурту, тепер вже в Linkin Park, було підписано контракт з Warner Bros. Records.
24 жовтня 2000 року, Linkin Park випустив надзвичайно успішний альбом Hybrid Theory. Наступного року, Бред Делсон допоміг у створенні альбому реміксів Reanimation (2002), і зробив свій творчий внесок до реміксу «Pushing Me Away» («P5hng Me A*wy»).
Після виходу Reanimation, Бред Делсон відіграв ключову роль у створенні другого альбому Linkin Park — Meteora (2003), до якого вніс ще важчі гітарні рифи, ніж були у Hybrid Theory.
Останній альбом Linkin Park — Minutes to Midnight побачив світ 15 травня 2007 року у США. У цьому альбомі гурт умисно відхилився від звичного звучання Hybrid Theory та Meteora, у творчому пошуку нового звуку. Для Бреда це були експерименти з різними гітарами та підсилювачами, як новими так і раритетними. Він мав на меті уникнути дисонансу його соло-партій у піснях «Shadow of the Day», «What I've Done», «In Pieces» та «The Little Things Give You Away».
Коли гурт працював над композицією «The Little Things Give You Away», Делсон експериментував з пристроєм E-Bow, створивши пісню «E-Bow Idea», котра пізніше стала треком «No More Sorrow». Також Бред грав на синтезаторі у пісні «Hands Held High».

## Особисте життя
Бред Делсон одружився з Елізою Борен (Elisa Boren), у вересні 2003 року, за єврейським обрядом у Skirball Cultural Center. Має сина, якого назвали Джона Тейлор Делсон (Jonah Taylor Delson), народився 25 березня 2008 року. Бред має двох молодших братів. Займається благодійністю.
Був головним спікером у своєму рідному коледжі Letters and Science Каліфорнійського університету, на церемонії присвоєння вчених ступенів та вручення дипломів, 12 червня 2009 року у Pauley Pavilion.

### Філантропія
2004 - Делсон та його дружина створили Фонд стипендій Делсона при UCLA, який щорічно присуджує чотирирічні стипендії, студентам з Хантінгтон-парку, які виділяються.
2005 р. - Linkin Park створила некомерційну організацію Music for Relief, створену для допомоги жертвам світових катастроф та боротьби з глобальним потеплінням.  З моменту заснування Music for Relief зібрала майже три мільйони доларів, допомагаючи жертвам південноазіатського цунамі, урагану Катріна та лісових пожеж Південної Каліфорнії.
2005 рік - підписаний офіційним прихильником неприбуткової організації Little Kids Rock, яка надає безкоштовні музичні інструменти та інструктаж дітям у недооцінених державних школах по всій території США.  Делсон особисто передав дітям інструменти в програмі і сидить у раді директорів організації як почесний член.

## Музика та музичне обладнання

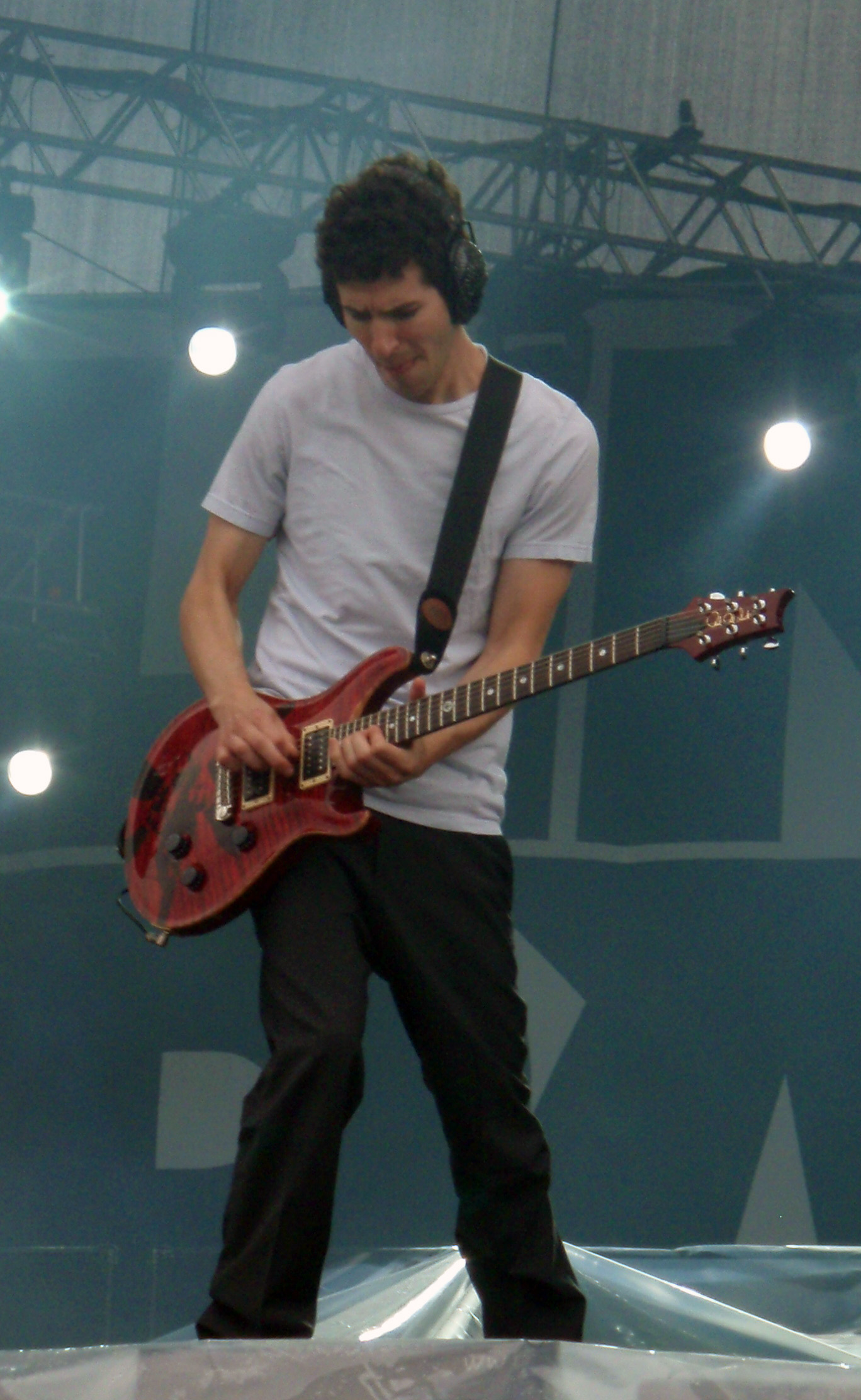
Бред Делсон на Sonisphere Festival у Фінляндії.

Бреда інколи критикують за прості гітарні партії у Hybrid Theory та Meteora, в яких він не використовує соло. Він каже, що не любить «висуватися», а також вважає виконання соло-партій застарілим для нього. Делсон пояснює, що соло не є природним для звучання гурту, і він намагається, щоб його гітара звучала як синтезатор, щоб узгодити її з хіп-хоповими та електронними звуками колективу. Бред виконав кілька соло у альбомі Minutes to Midnight, після того, як його колеги запропонували зробити це. Соло-партії Бреда можна почути у треках «Shadow of the Day», «What I've Done», «The Little Things Give You Away», та «In Pieces». Також Бред полюбляє імпровізувати під час живих виступів.

### Гітари
- Paul Reed Smith Custom 24/Standard 24/CE 24 guitars — улюблена гітара Бреда червоного кольору, виготовлена спеціально для нього компанією PRS, з зображенням солдату з обкладинки альбому Hybrid Theory.
- Ibanez RG470XL
- Ibanez RG7620 7-струнна гітара — використана у «Runaway» та «With You».
- Fender Rory Gallagher Tribute Stratocaster
- Fender vintage 1950's Stratocaster — використана у «What I've Done», «The Little Things Give You Away» та «Bleed it Out».
- Fender Jaguar
- Fender Telecaster
- Gibson Les Paul

### Ефекти
Щоб уникнути пошкодження педалей на живих виступах, Бред зберігає їх у стійці разом з підсилювачами, а під час гри використовує педалборд з вимикачами для педалей.
- Voodoo Lab Ground Control Pro — педалборд
- GCX Audio Switcher
- TC Electronics G-Major effects processor
- Boss BF-3 Flanger
- Boss NS-2 Noise Suppressor
- Boss CS-3 Compression Sustainer (x2)
- Boss CE-5 Chorus Ensemble
- Boss Expression pedal
- Ibanez LF-7 Lo-fi pedal
- Dunlop MXR Micro Amp

### Підсилювачі
У перших двох альбомах, Бред використовував Mesa Boogie Dual Rectifiers, але у процесі запису Minutes to Midnight, він вирішив більше не грати на старому обладнанні. З метою створення нового звуку, Делсон використав декілька раритетних підсилювачів, таких як Soldano SLO's, Marshall JCM 800, Mesa Boogie, а також 50-ватний Hiwatt 1972 року. Під час живих виступів, Бред використовує кілька Randall MTS Modules для відтворення звучання різних моделей підсилювачів.
| - Randall MTS RM4 pre-amp (x2) - Randall MTS Modules | - Randall RT 2/50 power amp - Randall MTS cabinets |

### Інше обладнання
- Медіатори — Dunlop Picks-Tortex Wedge (0.83mm)
- Струни — D'Addario: EXL115,EXL140,EXL110
- Звукознімачі — DiMarzio — D-Sonic, Tone Zone, and Air Norton
- Безпровідна гітарна система — Audio technica

## Бред Делсон і Україна
12 червня 2012 у складі гурту Linkin Park Бред Делсон дав концерт у місті Одеса. Бред Делсон також має мільйони фанатів його творчості в Україні.